# Ruslan e Ljudmila (opera)
Ruslan e Ljudmila (in russo: Руслан и Людмила) è un'opera lirica in cinque atti composta da Michail Ivanovič Glinka tra il 1837 e il 1842, sulla base del poema omonimo di Aleksandr Sergeevič Puškin.
Il libretto ebbe una vita travagliata: ad esso misero mano molte persone, tra cui lo stesso Glinka.
La prima ebbe luogo il 27 novembre 1842 al teatro Bol'šoj Kamennyj di San Pietroburgo. L'opera non ebbe un grande successo, ma venne apprezzata da Franz Liszt che ne ricavò alcune trascrizioni per pianoforte.

## Trama

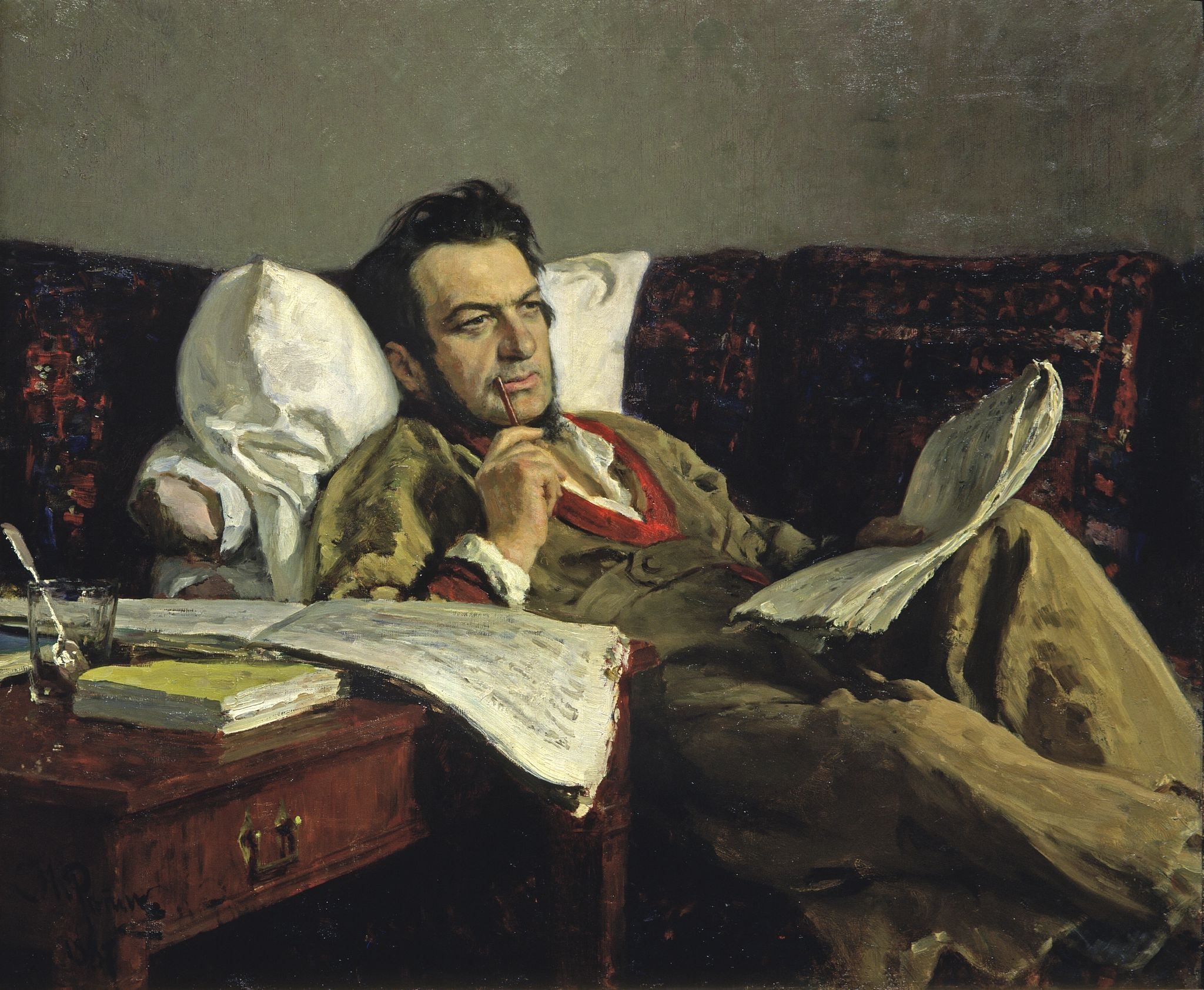
Glinka mentre compone Ruslan e Ljudmila di Il'ja Repin (1887)

L'azione si svolge al tempo della Rus' di Kiev.

### Atto I
Nel palazzo di Svetozar a Kiev si sta celebrando la festa per il matrimonio di Ruslan e Ljudmila. Il bardo Bajan intona un canto che prevede sventure per i due sposi, seguite dalla felicità. Ljudmila ha parole di conforto per gli altri cavalieri suoi pretendenti, Farlaf e Ratmir. Improvvisamente si fa buio e si ode un tuono, tutti sono paralizzati mentre due mostri portano via Ljudmila. Quando la luce ritorna Svetozar promette metà del suo regno e la mano di Ljudmila a chi gliela riporterà. I tre cavalieri si preparano alla partenza.

### Atto II
Scena prima Ruslan fa visita al buon mago Finn, che gli racconta che il malvagio stregone Černomor ha rapito Ljudmila, ma che lui, Ruslan, è l'uomo che lo distruggerà. Finn poi racconta la storia del suo amore sfortunato per la strega cattiva Naina.
Scena seconda In un luogo deserto il vile Farlaf si chiede che senso abbia continuare a cercare Ljudmila, quando la vecchia Naina gli si avvicina e gli promette di trovare Ljudmila per lui. Naina scompare, mentre Farlaf pensa con gioia al suo trionfo.
Scena terza
Ruslan vaga in un deserto nebbioso pieno di armi e ossa, resti di una battaglia passata. La nebbia svanisce e rivela una Testa gigantesca che inizia a soffiare per scacciare Ruslan. Il cavaliere colpisce la Testa con la sua lancia ed essa cade, scoprendo una spada sotto di sé. Ruslan la prende e la Testa morente gli rivela che un tempo era un gigante, fratello del malvagio nano Černomor. Quella spada era destinata ad uccidere entrambi i fratelli, pertanto Černomor con essa decapitò il gigante, e nascose la spada sotto la sua testa in quel remoto deserto. La Testa chiede a Ruslan di vendicarlo.

### Atto III
Giovani fanciulle adescano i viaggiatori per farli entrare nel castello incantato di Naina. Entra Gorislava che cerca Ratmir, che un tempo la fece prigioniera per poi abbandonarla. Entra Ratmir che cade sotto l'incanto del castello. Ultimo entra Ruslan, che dimentica Ljudmila dopo aver visto Gorislava. Appare Finn che predice un destino felice sia per Ratmir e Gorislava, sia per Ruslan e Ljudmila, quindi il castello diventa una foresta e la ricerca di Ljudmila riprende.

### Atto IV
Nel giardino incantato di Černomor Ljudmila si strugge per Ruslan. Entra Černomor con il suo seguito, quindi giunge Ruslan che lo sfida. Il nano malvagio sprofonda Ljudmila in un sonno magico ed accetta la sfida. Ruslan vince e taglia la barba a Černomor con la sua spada, poi, assieme a Ratmir, Gorislava ed agli schiavi ora liberati di Černomor, decide di riportare Ljudmila a Kiev, nella speranza che un mago la possa destare dal suo sonno.

### Atto V
Scena prima Di notte, in una valle, Ratmir sta di guardia. Improvvisamente gli schiavi lo informano che Ljudmila è stata rapita da Farlaf, e Ruslan è partito alla sua ricerca. Entra Finn, che dà a Ratmir un anello magico che potrà risvegliare Ljudmila, una volta che sarà stata riportata a Kiev.
Scena seconda Ljudmila è stata riportata da Farlaf a Kiev con l'aiuto di Naina, ma non può essere svegliata. Arrivano Ruslan, Ratmir e Gorislava. Ruslan fa risvegliare Ljudmila con l'anello magico e il popolo si dà ai festeggiamenti.